# Constitución del Imperio alemán

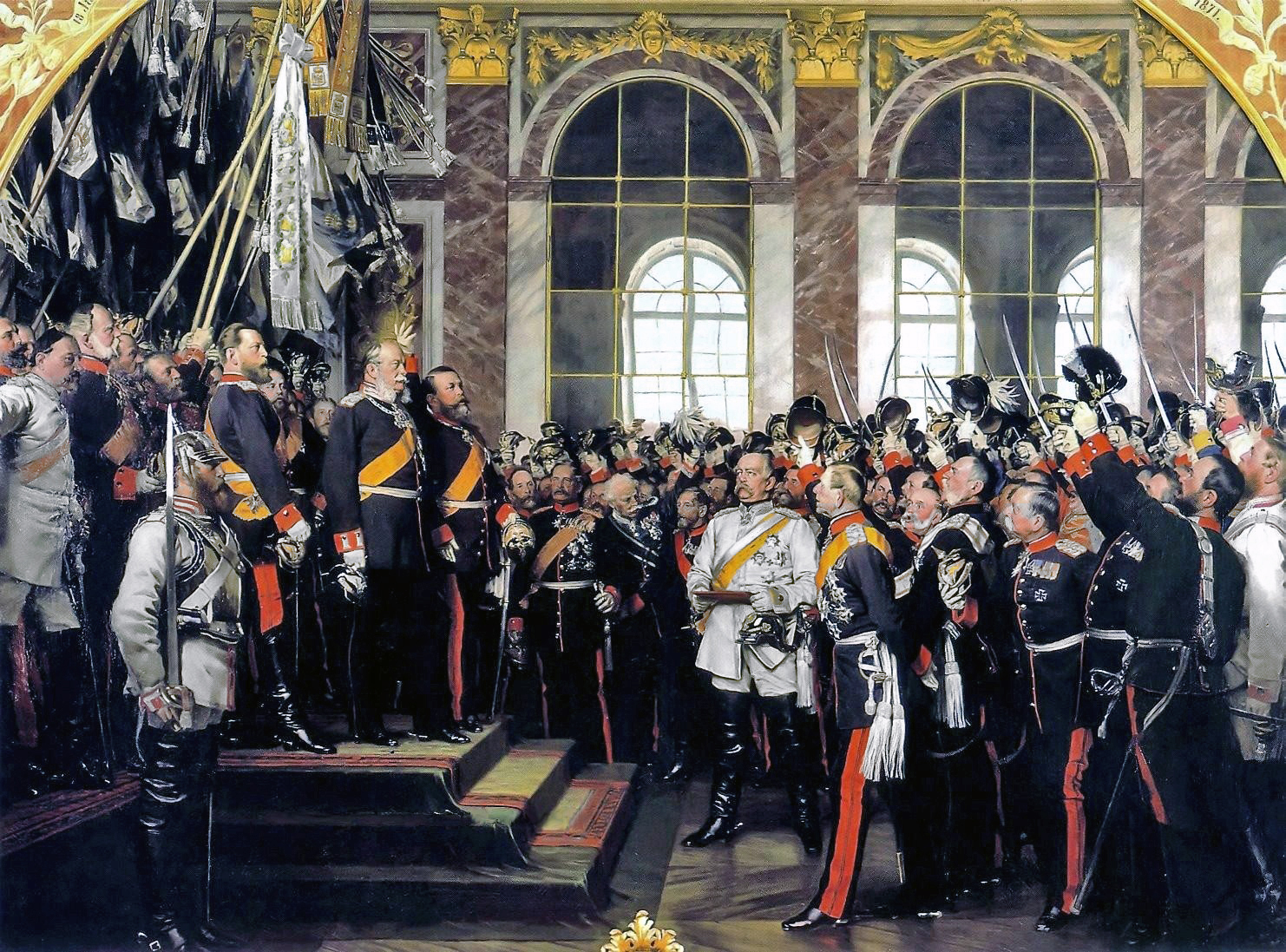
Die Proklamation des Deutschen Kaiserreiches, 3.ª versión, regalado por el Emperador Guillermo I de Alemania a Otto von Bismarck por su septuagésimo aniversario (1885). La proclamación de Guillermo I como emperador de Alemania tuvo lugar 18 de enero de 1871 en el Salón de los Espejos del Palacio de Versalles. En el centro con uniforme blanco el canciller Bismarck.

La Constitución del Imperio alemán (en alemán: Verfassung des Deutschen Reiches) fue la ley fundamental del Imperio alemán, que fue aprobada el 16 de abril de 1871 y entró en vigor el 4 de mayo del mismo año. Los historiadores alemanes a menudo se refieren a ella como la Constitución imperial de Bismarck (BRV; en alemán: Bismarcksche Reichsverfassung).
Según la constitución, el Imperio era una federación de 25 estados alemanes bajo la presidencia permanente de Prusia, el estado más grande y más poderoso. La presidencia de la confederación (Bundespräsidium) era un cargo hereditario del rey de Prusia, que tenía el título de emperador alemán (kaiser). El emperador nombraba al canciller imperial, jefe del Gobierno y presidente del Bundesrat, el consejo de representantes de los estados alemanes. Las leyes eran promulgadas por el Bundesrat y el Reichstag, la Dieta Imperial elegida por sufragio universal masculino de los mayores de 25 años.
La constitución fue la continuación de una constitución anterior del 1 de enero de 1871, la Constitución de la Confederación Alemana. Esa constitución ya incorporaba algunos de los acuerdos entre la Confederación Alemana del Norte y los Estados alemanes del sur. Cambió el nombre del país a Deutsches Reich (traducido convencionalmente como el 'Imperio alemán') y le dio al rey de Prusia el título de emperador alemán.
La constitución dejó de estar en vigor tras el triunfo de la Revolución de Noviembre de 1918. Al año siguiente se aprobó una nueva constitución republicana: la Constitución de Weimar, con el mismo título en alemán que su predecesora (Verfassung des Deutschen Reiches, o ‘Constitución del Reich Alemán’).

## Antecedentes

Mapa del Imperio alemán tras su nacimiento en 1871. En azul el Reino de Prusia.

Tras el fracaso de los nacionalistas liberales alemanes en 1848, Prusia, el estado alemán más poderoso, fue el que dirigió la unificación de Alemania. Su canciller, Otto von Bismarck, afirmó en 1862 poco después de haber sido nombrado por el rey Guillermo I: «los grandes problemas de la época no se resolverán con discursos y decisiones tomadas por mayoría –éste fue el tremendo error de 1848 y 1849-, sino con sangre y hierro [Blut und Eisen]». Su base de partida fue el Zollverein, promovido por Prusia y que deliberadamente había dejado fuera al Imperio Austríaco.
El proceso de unificación lo llevó a cabo Prusia mediante su victoria en tres guerras. La primera, la Guerra de los Ducados (1864) contra Dinamarca, le permitió anexionarse el ducado de Schleswig y a Austria el de Holstein. La victoria en la segunda, la guerra austro-prusiana (1866), le permitió disolver la Confederación Germánica y constituir en su lugar la Confederación Alemana del Norte, presidida por el rey de Prusia y con un Reichstag elegido por sufragio universal ―además Prusia se anexionó el Reino de Hannover, los ducados de Hesse-Kassel y de Nassau, y la ciudad libre de Frankfurt―. La victoria en la tercera guerra, la guerra franco-prusiana (1870-71), le permitió a Bismark, aprovechando el fervor nacionalista provocado por el triunfo del ejército prusiano, integrar a los estados alemanes del sur ―los grandes ducados de Hesse y de Baden, y los reinos de Würtemberg y de Baviera― en el nuevo Imperio alemán. El 18 de enero de 1871 el rey de Prusia Guillermo I era coronado en el Salón de los Espejos del Palacio de Versalles como emperador del nuevo Reich, que es como se denominó el nuevo Estado, supuesto sucesor del viejo Sacro Imperio Romano Germánico y por ello llamado por algunos II Reich. Además, por el tratado que se firmó con la derrotada Francia el Reich se anexionó Alsacia y Lorena, y fue indemnizado con 5000 millones de francos oro.

## La Constitución
Tres meses después de la proclamación en enero de 1871 del nuevo Reich alemán ―que en realidad era una alianza de los príncipes alemanes―, fue promulgada la Constitución que, sin embargo, distaba mucho de satisfacer los ideales que habían soñado los nacionalistas alemanes liberales en 1848. Según Hagen Schulze, «la Constitución resultó ser un equilibrio perfecto, entre un Estado autoritario y un Estado democrático». Juan C. Gay Armenteros sostiene la misma valoración: «Era una monarquía solo discretamente parlamentaria y, por el contrario, con una buena dosis de autoritarismo, con un canciller imperial dotado de todas las atribuciones de gobierno, apoyada en la fortaleza de su base militar y servida por la burocracia prusiana, que pronto se convirtió en burocracia “a la prusiana” en todo el Imperio».
Los elementos esenciales de la nueva Constitución eran los siguientes:
- No existía una declaración de derechos y libertades de los ciudadanos.[1]

- No se configuraba un Estado alemán unificado, sino que se instituía una confederación de Estados que mantenían sus propios reyes o príncipes y sus propias leyes e instituciones. Sin embargo, existía un poderoso factor de «homogeneización»: el enorme peso que tenía en el Reich el Reino de Prusia, ya que no sólo dominaba la esfera política ―su rey era el Kaiser y gozaba de amplios poderes; los funcionarios civiles y militares prusianos fueron los que coparon la administración y el ejército imperiales―, sino también la económica y social, al ser el Reino de Prusia el Estado más poblado, más rico e industrializado. En consecuencia fue casi inevitable que se produjera un proceso de «prusianización» del resto de los Estados y del Reich mismo. Pero, a pesar de todo, el nuevo Reich siguió siendo un Imperio bastante heterogéneo, en el que existía una Cámara Alta en la que estaban representados los Estados: el Bundesrat, que colegislaba con el Reichstag.[18][1][17]

- El Kaiser (`emperador'), título que correspondía en exclusiva al rey de Prusia ―en ese momento, Guillermo I Hohenzollern―, poseía amplios poderes como la declaración de guerra y de paz y el control del ejército.[16][1]

- Para darle «homogeneidad» al nuevo Reich, existía el Reichstag, o Parlamento Imperial, elegido por sufragio universal (masculino) sin distinguir en qué Estado vivían los votantes, haciendo hincapié así en su condición de alemanes. Sin embargo, el Reichstag no tenía la potestad de elegir o destituir a los gobiernos, ni a sus ministros, ni a su presidente, el Canciller del Reich ―cargo que durante los primeros 20 años desempeñaría ininterrumpidamente Bismarck―. Todos ellos eran nombrados y destituidos por el Kaiser, que no tenía que dar cuenta de sus decisiones al Reichstag.[15][1]

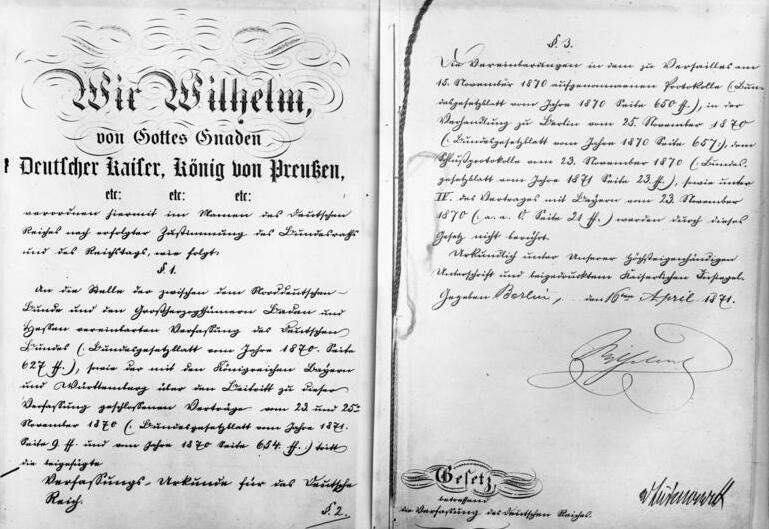
Primera y última página de la Constitución, con la firma del Guillermo I, emperador de Alemania y rey de Prusia.

- El Ejército del Imperio alemán, fundamentalmente integrado por oficiales prusianos, dependía directamente del Kaiser, constituyendo así una institución «independiente» del Estado. No hay que olvidar que había sido la fuerza y la acción militares las que habían creado el nuevo Reich, y así Bismarck procuró que el Ejército fuese prácticamente un Estado dentro del Estado, con un sistema propio de autogobierno sin injerencias parlamentarias ―el Reichstag sólo tenía derecho a aprobar el presupuesto militar cada siete años, y el ministro de la Guerra no era responsable ante él sino ante el Ejército―. Además, como contaba con acceso inmediato al Káiser, el Ejército tenía más capacidad de influir en las decisiones políticas que el Reichstag. Por último, el Ejército tenía potestad para implantar la ley marcial y suspender las libertades ciudadanas, una medida que se tomó a menudo.[16][19]

- El cuerpo de funcionarios de la Administración civil dependía del Canciller del Reich y estaba fuera del control del Reichstag. Además, como una ley confería a los suboficiales del Ejército el derecho automático a acceder a los puestos de funcionarios ―una vez cumplido su servicio en el Ejército―, los valores y normas de comportamiento que regían la burocracia imperial eran los mismos que los del Ejército ―disciplina, jerarquía, orden, unidad..,― y los funcionarios consideraban que servían al Estado y al Kaiser, no a los ciudadanos. Lo mismo sucedía con la policía, también «militarizada».[16][20]